# Summerland (serie televisiva)
Summerland è una serie televisiva statunitense prodotta dal 2004 al 2005.
La serie è stata trasmessa in prima visione negli Stati Uniti da The WB dal 1º giugno 2004 al 18 luglio 2005, mentre in Italia è stata trasmessa da Italia 1 dal 1º agosto 2005 al 24 settembre 2005.

## Trama
Ava è una giovane intraprendente fashion designer. Vive in California circondata da tre buoni e fidati amici: Johnny Durant, ex fidanzato e bravo agente immobiliare; Susannah Rexford, migliore amica e socia di Ava, una vera spalla su cui appoggiarsi nei momenti di difficoltà; Jay Robertson, surfista ed eterno Peter Pan, vive nell'attesa dell'onda perfetta e vive riparando tavole da surf. La sua vita, sino ad allora orientata alla sua crescente carriera, cambia all'improvviso in seguito ad un grave incidente in cui perdono la vita sua sorella ed il marito. I tre figli di sua sorella: Bradin di 16 anni, Nikki di 12 e Derrik di 8 si trasferiscono dal Kansas in California dalla zia. Da questo momento la vita di Ava cambierà radicalmente. Ad aiutarla nel suo nuovo ruolo di mamma saranno i suoi amici più cari: Johnny rappresenterà di fatto la figura paterna di cui hanno tanto bisogno i tre ragazzi e Jay diventerà un punto di riferimento per Bradin.

## Episodi
| Stagione         | Episodi | Prima TV originale | Prima TV Italia |
| ---------------- | ------- | ------------------ | --------------- |
| Prima stagione   | 13      | 2004               | 2005            |
| Seconda stagione | 13      | 2005               | 2005            |

## Personaggi e interpreti

### Personaggi principali
- Ava Gregory (stagioni 1-2), interpretata da Lori Loughlin, doppiata da Claudia Catani.
È la protagonista della serie. Ava è una trentenne che si trova a dover allevare i tre figli della sorella, Bradin, Nikki e Derek Westerly dopo la tragica morte dei loro genitori. Ava si trova così a vivere nella sua casa sulla spiaggia con i tre ragazzi, l'ex fidanzato Johnny, la sua migliore amica, Susanna e un altro amico, Jay. Essi abitano in una piccola città della California. Ava si trova di fronte al alcune difficoltà come lo stress da lavoro, è una stilista, i problemi con il nipote diciassettenne Bradin che si caccia in guai adolescenziali: ragazze, sesso, droga, alcol e scuola. Ma ha anche problemi con la nipote quattordicenne Nikki che vuole sostituire i genitori scomparsi in tutto e per tutto. Infine si trova a dover affrontare i problemi con il nipote di dieci anni Derrick che vuole sapere sempre di più sulla morte dei suoi genitori.
- Johnny Durant (stagioni 1-2), interpretato da Shawn Christian, doppiato da Davide Marzi.
È l'ex fidanzato di Ava ed è ancora innamorato di lei. Nella seconda stagione avranno una storia. Fa da padre ai nipoti di Ava e vive a casa sua. Riuscirà ad aprire un ristorante tutto suo.
- Susannah Rexford (stagioni 1-2), interpretata da Merrin Dungey, doppiata da Irene Di Valmo.
È la migliore amica di Ava e la sua partner al lavoro.
- Jay Robertson (stagioni 1-2), interpretato da Ryan Kwanten, doppiato da Simone Crisari.
È nativo dell'Australia (nella versione originale inglese si nota l'accento diverso), che vive con Ava a Playa Linda e fa da fratello maggiore ai tre nipoti. Ha la sindrome dell'eterno ragazzo ed è stato con diverse ragazze, nonostante nella prima stagione avesse avuto una relazione seria con Erika, l'insegnante di surf di Bradin.
- Bradin Westerly (stagioni 1-2), interpretato da Jesse McCartney, doppiato da Fabrizio De Flaviis.
È il fratello di Derrick e Nikki. Quando perde i genitori durante un'inondazione in Kansas, lui e il resto dei ragazzi Westerly si trasferiscono a Playa Linda, California, Bradin si ritrova in un mare di guai. Torna a casa ubriaco e picchia un coinquilino di Ava, Jay Robertson, perché il ragazzo aveva visto Jay baciare la sua insegnante di surf, Erika Spalding, durante l'appuntamento di Bradin ed Erika. Bradin si ritrova anche a fare a pugni con Tanner, che tormenta in continuazione Erika. Incontra inoltre un'ingannevole ragazza, Sarah Borden, con il quale Bradin fa per la prima volta sesso. In seguito, Bradin verrà sorpreso dalla polizia su un jet-ski con Sarah che la ragazza aveva precedentemente rubato ed egli verrà arrestato.
- Erika Spalding (stagioni 1-2), interpretata da Taylor Cole, doppiata da Valeria Vidali.
È la ragazza di Jay ed è anche un'insegnante di surf. Bradin si innamora di lei e arriva anche a picchiare Jay mentre è ubriaco.
- Nikki Westerly (stagioni 1-2), interpretata da Kay Panabaker, doppiata da Elena Perino.
È la sorella di Bradin e di Derrik e alla morte dei loro genitori tenta di sostituire il ruolo della madre. Ha una relazione con Cameron.
- Derrick Westerly (stagioni 1-2), interpretato da Nick Benson, doppiato da Jacopo Castagna.
È il più giovane dei tre fratelli ed è anche quello che fa più fatica a superare la morte dei genitori. È molto legato alla zia Ava.
- Cameron Bale (stagioni 1-2), interpretato da Zac Efron, doppiato da Flavio Aquilone.
È nato a Playa Linda nel 1991, ed è il migliore amico di Nikki Westerly. In seguito, diventerà il fidanzato della ragazzina. Nell'episodio Di nuovo a casa della seconda stagione, Cameron afferma che suo padre Kyle lo maltratta e gli ha perfino rotto il lettore MP3 ma il ragazzo non vuole che Nikki lo dica a nessuno. In seguito, Nikki però si confida con Ava e decide così di parlare con Kyle dei suoi problemi con l'alcol.
- Dr. Simon O'Keefe (stagioni 1-2), interpretato da Jay Harrington, doppiato da Vittorio Guerrieri. È il preside della scuola media di Playa Linda. Si fidanza con Ava ma all'altare la lascia, perché convinto che lei provi ancora forti sentimenti per Johnny.
- Colby Freed (stagioni 1-2),interpretato da Jonathan Slavin e doppiato da Massimo Corizza
- Callie, interpretata da Danielle Savre   doppiata da Perla Liberatori
- Amber Starr, interpretata da Shelley Buckner, doppiata da Letizia Scifoni

### Personaggi secondari
- Sarah Borden, interpretata da Sara Paxton.
È una tossicodipendente e una bugiarda patologica. Diventa la nuova ragazza di Bradin. I suoi genitori la mandano in riabilitazione.
- Mona, interpretata da Carmen Electra.
È dapprima solo socia di Johnny nel suo bar, poi uscirà anche con lui. Muore in incidente lasciando Johnny distrutto dalla perdita. Così il nome del bar diventa Mona's Sandbar in sua memoria.
- Chris, interpretato da Tyler Patrick Jones e da Cole Petersen.

## Curiosità
- Inizialmente Ava e Johnny erano entrambi due avvocati che avevano avuto una storia d'amore tempo prima. Ma in seguito all'episodio pilota si decise che Ava sarebbe stata una fashion designer piuttosto famosa nel campo della moda e Johnny un brillante agente immobiliare.
- Nel pilot il ruolo di Susannah non era interpretato da Merrin Dungey bensì da un'altra attrice, la quale girò solo quell'episodio.
- Taylor Cole (Erika) nella vita reale è la figliastra di Shawn Christian (Johnny).
- Dalla serie sono usciti due personaggi diventati degli idoli tra i teenager e non: Jesse McCartney, che ha pubblicato diversi album con buon successo di vendite e di pubblico, e Zac Efron, definito da molti il "Leonardo DiCaprio del nuovo millennio", grazie allo straordinario successo ottenuto recitando nei film della serie High School Musical e altre pellicole come Hairspray e Ho cercato il tuo nome.